# 帕斯卡勒·特兰凯
帕斯卡勒·特兰凯（法語：Pascale Trinquet，1958年8月11日—），法国女子击剑运动员。她曾代表法国参加1980年和1984年夏季奥林匹克运动会击剑比赛，共获得二枚金牌和一枚铜牌。